# Die Forelle

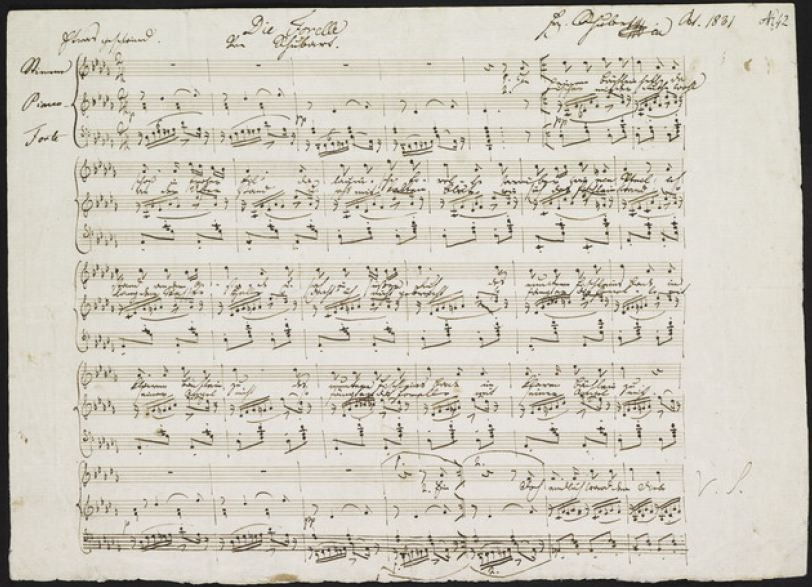
Die Forelle

Die Forelle (op. 32 / D. 550) (tiếng Việt: có nghĩa là Cá hồi nâu) là một trong những Lied nổi tiếng nhất của nhà soạn nhạc người Áo Franz Schubert, được viết 1817 cho một giọng ca đơn và nhạc đệm dương cầm. Lời nhạc được chọn từ một bài thơ của Christian Friedrich Daniel Schubart được phát hành 1783.
Cả bài thơ nói về một con cá hồi bị bắt bởi một người câu cá, mục đích được nói trong đoạn chót là để cảnh báo các thiếu nữ coi chừng đàn ông. Nhưng đoạn này không được dùng, để nó có thể được ca bởi giọng nam cũng như giọng nữ.
Bản nhạc này rất được ưa chuộng bởi giới thính giả vào thời đó, cho nên Schubert được ủy thác viết thêm một tác phẩm nhạc thính phòng dựa trên bản nhạc này. Đó là tác phẩm hòa tấu Forellenquintett (D. 667) (Ngũ tấu Cá hồi) với đàn dương cầm.

## Bài thơ
Lời dịch:
Con cá hồi
Trong dòng suối trong veo
Con cá hồi lấp lánh
Lao đi như tên bắn,
Mau lẹ và sướng vui.
Ngồi trên bờ là tôi
Ngắm nhìn vô tư tự
Con cá hồi sống động
Trong dòng suối trong ngần.
Ngư ông với chiếc cần
Đứng trên bờ suối đó
Bằng con mắt lạnh giá
Nhìn cá lội tung tăng.
Tôi đã nghĩ ngư ông
Không thể nào bắt được
Cá kia bằng lưỡi câu,
Khi nước còn trong vắt.
Nhưng rốt cuộc phát chán
Vì phải chờ đợi lâu
Ngư ông bèn láu lỉnh
Khuấy cho nước đục ngầu.
Khi tôi chưa kịp hiểu
Đột ngột dây rung lên
Tôi thấy ở lưỡi câu
Cá quẫy mình vấy máu.
Bạn ở nguồn nước vàng,
Trẻ trung không ngờ vực,
Trông gương con cá hồi
Thấy hiểm nguy, hãy tránh!
Thường vì thiếu tinh anh
Người trẻ (thiếu nữ) hay mắc bẫy.
Cảnh giác với mồi câu
Không máu rơi, quá trễ!